# Jerzy Benet
Jerzy Benet herbu Benet (ur. ?, zm. między 1677 a 1680) – szlachcic angielski, sekretarz króla Jana III Sobieskiego.
Na sejmie w 1673 roku otrzymał indygenat polski. Od 1676 roku był sekretarzem królewskim.